# Championnat d'Angleterre de football 1999-2000
Navigation
Édition précédente Édition suivante
La 101e édition du championnat d'Angleterre de football 1999-2000 est la huitième sous l'appellation Premier League. Elle oppose les vingt meilleurs clubs d'Angleterre en une série de trente-huit journées.
Elle est remportée par Manchester United. Le club mancunien domine le championnat et conserve son titre en finissant dix-huit points devant Arsenal FC et vingt-deux points sur Leeds United. C'est le treizième titre des « Red Devils » en championnat d'Angleterre, le sixième en Premier League.
Manchester United et Arsenal FC se qualifient pour les phases de poules de la Ligue des champions, Leeds United est qualifié pour le troisième tour qualificatif de cette compétition. Liverpool FC, Chelsea FC, en tant que vainqueur de la Coupe d'Angleterre et Leicester City, en tant que vainqueur de la Coupe de la Ligue, se qualifient pour la Coupe UEFA. Aston Villa se qualifie pour le troisième tour la Coupe Intertoto, Bradford City pour le second tour de cette compétition.
Le système de promotion/relégation ne change pas : descente et montée automatique, sans matchs de barrage pour les trois derniers de première division et les deux premiers de deuxième division, poule de play-off pour les deuxième à sixième de la division 2 pour la dernière place en division 1. À la fin de la saison, les clubs de Wimbledon FC, Sheffield Wednesday et Watford FC sont relégués en deuxième division. Ils sont remplacés par Charlton Athletic, Manchester City et Ipswich Town après play-off.
L'attaquant anglais Kevin Phillips, de Sunderland AFC, remporte le titre de meilleur buteur du championnat avec 30 réalisations.

## Classement
| Rang | Équipe              | Pts | J  | G  | N  | P  | Bp | Bc | Diff |
| ---- | ------------------- | --- | -- | -- | -- | -- | -- | -- | ---- |
| 1    | Manchester United T | 91  | 38 | 28 | 7  | 3  | 97 | 45 | +52  |
| 2    | Arsenal S           | 73  | 38 | 22 | 7  | 9  | 73 | 43 | +30  |
| 3    | Leeds United        | 69  | 38 | 21 | 6  | 11 | 58 | 43 | +15  |
| 4    | Liverpool           | 67  | 38 | 19 | 10 | 9  | 51 | 30 | +21  |
| 5    | Chelsea C           | 65  | 38 | 18 | 11 | 9  | 53 | 34 | +19  |
| 6    | Aston Villa         | 58  | 38 | 15 | 13 | 10 | 46 | 35 | +11  |
| 7    | Sunderland P        | 58  | 38 | 16 | 10 | 12 | 57 | 56 | +1   |
| 8    | Leicester City L    | 55  | 38 | 16 | 7  | 15 | 55 | 55 | 0    |
| 9    | West Ham United     | 55  | 38 | 15 | 10 | 13 | 52 | 53 | -1   |
| 10   | Tottenham Hotspur   | 53  | 38 | 15 | 8  | 15 | 57 | 49 | +8   |
| 11   | Newcastle United    | 52  | 38 | 14 | 10 | 14 | 63 | 54 | +9   |
| 12   | Middlesbrough       | 52  | 38 | 14 | 10 | 14 | 46 | 52 | -6   |
| 13   | Everton             | 50  | 38 | 12 | 14 | 12 | 59 | 49 | +10  |
| 14   | Coventry City       | 44  | 38 | 12 | 8  | 18 | 47 | 54 | -7   |
| 15   | Southampton         | 44  | 38 | 12 | 8  | 18 | 45 | 62 | -17  |
| 16   | Derby County        | 38  | 38 | 9  | 11 | 18 | 44 | 57 | -13  |
| 17   | Bradford City P     | 36  | 38 | 9  | 9  | 20 | 38 | 68 | -30  |
| 18   | Wimbledon           | 33  | 38 | 7  | 12 | 19 | 46 | 74 | -28  |
| 19   | Sheffield Wednesday | 31  | 38 | 8  | 7  | 23 | 38 | 70 | -32  |
| 20   | Watford P           | 24  | 38 | 6  | 6  | 26 | 35 | 77 | -42  |

Qualifications européennes
- Ligue des champions 2000-2001
- 3e tour de la Ligue des champions 2000-2001
- Coupe UEFA 2000-2001
- 3e tour de la Coupe Intertoto 2000
- 2e tour de la Coupe Intertoto 2000

Relégation
- First Division 2000-2001

Abréviations
T : Tenant du titre

C : Vainqueur de la Coupe d'Angleterre

L : Vainqueur de la Coupe de la Ligue

S : Vainqueur du Charity Shield

P : Promus de First Division

## Meilleurs buteurs

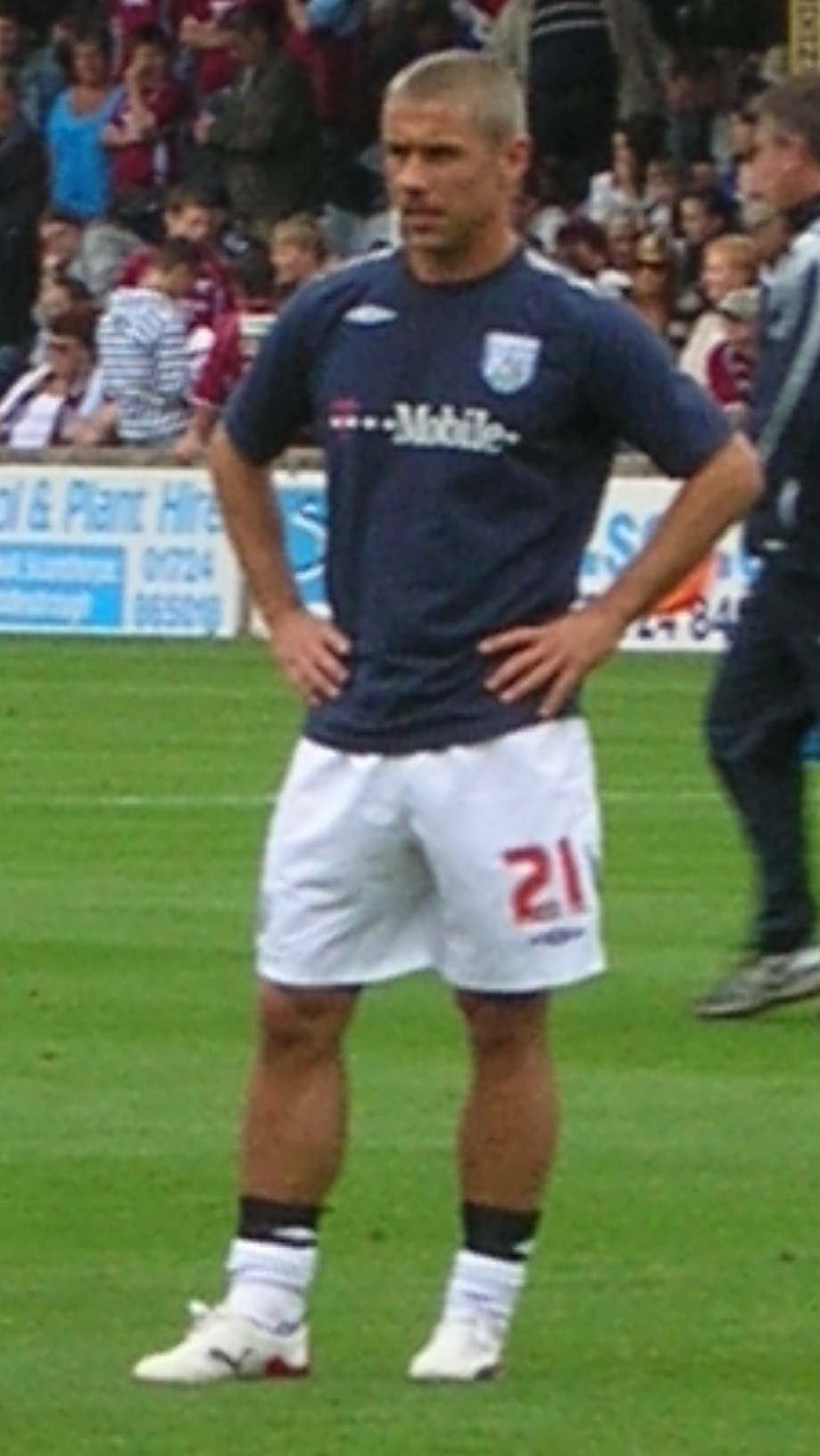
Kevin Phillips, meilleur buteur

L'anglais Kevin Phillips est le meilleur buteur de ce championnat, un an après avoir été celui de Championship. Avec 30 buts, il devance largement Alan Shearer.
| Position | Joueur          | Buts | Équipe            |
| -------- | --------------- | ---- | ----------------- |
| 1        | Kevin Phillips  | 30   | Sunderland AFC    |
| 2        | Alan Shearer    | 23   | Newcastle United  |
| 3        | Dwight Yorke    | 20   | Manchester United |
| 4        | Andy Cole       | 19   | Manchester United |
| 4        | Michael Bridges | 19   | Leeds United      |
| 6        | Thierry Henry   | 17   | Arsenal FC        |
| 7        | Paolo Di Canio  | 16   | West Ham United   |
| 8        | Chris Armstrong | 14   | Tottenham Hotspur |
| 8        | Steffen Iversen | 14   | Tottenham Hotspur |
| 8        | Niall Quinn     | 14   | Sunderland AFC    |

## Meilleurs passeurs
| Position | Joueur          | Passes décisives | Équipe              |
| -------- | --------------- | ---------------- | ------------------- |
| 1        | David Beckham   | 15               | Manchester United   |
| 2        | Nolberto Solano | 15               | Newcastle United    |
| 3        | Paolo Di Canio  | 13               | West Ham United     |
| 4        | Ryan Giggs      | 12               | Manchester United   |
| 5        | Dennis Bergkamp | 9                | Arsenal FC          |
| 6        | Nick Barmby     | 8                | Liverpool           |
| 7        | Thierry Henry   | 8                | Arsenal FC          |
| 8        | Steffen Iversen | 8                | Tottenham Hotspur   |
| 9        | Wim Jonk        | 8                | Sheffield Wednesday |
| 10       | Paul Merson     | 8                | Aston Villa FC      |